# Ingerid Vardund
Ingerid Vardund, född den 24 april 1927 i Oslo, död den 25 december 2006 på samma ort, var en norsk skådespelare.
Vardund debuterade 1947 på Chat Noir i revyn Det vil helst gå bra. Hon var därefter anställd vid Centralteatret 1949–1958 och på Nationaltheatret 1958. Med humor, fantasi och temperament spelade hon i komedier som Karusell och Geografi og kjærlighet och musikaler som South Pacific och Call Me Madam. Hos Ibsen spelade hon med kraft och insikt Nora i Ett dockhem, Fru Alving i Gengångare, Lona Hessel i Samhällets stöttor och Madam Helseth i Rosmersholm, och spelade klassiska komediroller i Molières Hustruskolan och Den girige samt i Richard Brinsley Sheridans Skandalskolan. I modern dramatik märks hon särskilt som Honey i Edward Albees Vem är rädd för Virginia Woolf? och modern i Lars Noréns Natten är dagens mor.
Vardund filmdebuterade i Vi flyger på Rio (1949) och spelade därefter i en rad filmer, bland andra Ingen mans kvinna (1953), Sønner av Norge (1961), Elskere (1963), Jentespranget (1973; pris för bästa kvinnliga skådespelare vid filmfestivalen i Moskva) och Fru Inger til Østråt (1975). På 1990-talet spelade hon i tv-serien I de beste familier.
Hon gav 1989 ut självbiografin Alltid forelsket. Hon var 1950–1959 gift med Carsten Byhring, 1959–1981 med direktör William F. Hefilin och från 1995 med revisor  Øivind Røsting. Hon hade också ett mycket omtalad forhållande (omtalas också i självbiografin Alltid forelsket) till konsertpianisten Kjell Bækkelund.

## Filmografi (urval)
- 1949 – Vi flyger på Rio
- 1952 – Andrine og Kjell
- 1953 – Ingen mans kvinna
- 1954 – Heksenetter
- 1955 – Hjem går vi ikke
- 1959 – Hete septemberdager
- 1959 – 5 loddrett
- 1960 – Venner
- 1961 – Norges söner
- 1963 – Elskere
- 1973 – Jentespranget
- 1975 – Fru Inger til Østråt